# Amityville (New York)
Pour les articles homonymes, voir Amityville.
Amityville est une localité de banlieue de la ville de Babylon, située sur l’île de Long Island, dans le comté de Suffolk (à limite du comté de Nassau), État de New York, aux États-Unis.
Le village est surtout connu pour être en novembre 1974 le lieu d'un massacre, l'affaire d'Amityville, faits divers qui est adapté au cinéma en 1979 sous le titre Amityville : La Maison du diable.

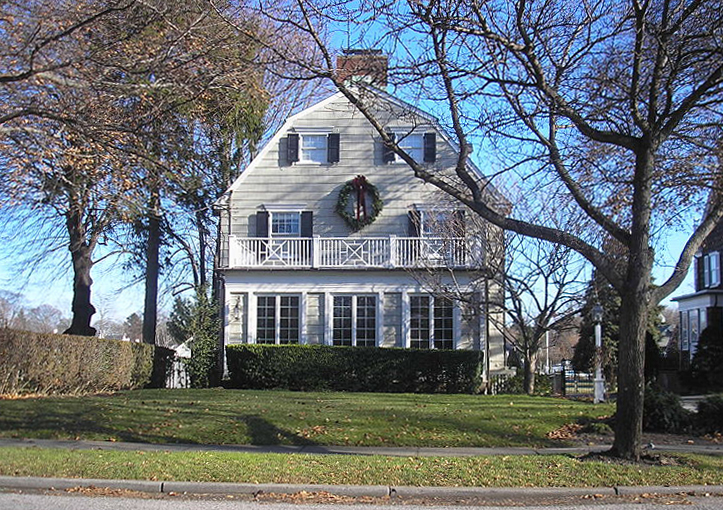
Le 112 Ocean Avenue (Décembre 2005)

## Naissances à Amityville
- Christine Belford, actrice
- Marta Bohn-Meyer (1957–2005), pilote d'essai et ingénieure
- Tony Graffanino, joueur de baseball
- Kevin Kregel, astronaute
- David Torn, guitariste
- Alec Baldwin, acteur